# Bulgarische Handelszeitung / Bălgarski tărgovski vestnik
Die Bulgarische Handelszeitung / Bălgarski tărgovski vestnik war eine deutsch- und bulgarischsprachige Zeitung, die von 1893 bis 1918 und wiederum für kurze Zeit im Jahr 1938 in Sofia im Zarentum Bulgarien erschienen ist.

## Geschichte
Die von Bernhard Cohn herausgegebene Zeitung war nach der kurzlebigen Balkan-Post aus Plovdiv die erste deutschsprachige Zeitung des Landes, die über einen längeren Zeitraum erschienen ist. Ihre Publikation wurde von der Österreichisch-Bulgarischen Handelskammer finanziell unterstützt. Zu den Abonnenten gehörten neben Bulgaren aus dem Bürgertum auch Unternehmer in Deutschland und in der Habsburgermonarchie, die sich mangels zusammenhängender Wirtschaftsnachrichten in der bulgarischen Presse über die Handelszeitung informierten. Der Schwerpunkt lag dementsprechend auf den Gebieten Wirtschaft und Politik. 1914 bemühte sich das Auswärtige Amt um die Übernahme der Zeitung, um deutsche Wirtschaftsinteressen in Bulgarien nachhaltiger propagieren und auch die Kulturkontakte ausbauen zu können. Die Übernahme scheiterte jedoch und Bernhard Cohn blieb Chefredakteur; 1916 folgte ihm mit Oskar Rosenfeld ein führender österreichischer Journalist. Mit Ende des Ersten Weltkriegs musste die Bulgarische Handelszeitung ebenso wie die Deutsche Balkan-Zeitung ihr Erscheinen einstellen. Infolge der Annäherung NS-Deutschlands an Bulgarien in den 1930er Jahren beabsichtigte das Reichsministerium für Volksaufklärung und Propaganda eine Neugründung unter demselben Titel und ließ 1938 eine Probenummer drucken. Zu einer regulären Publikation kam es jedoch nicht und stattdessen wurde 1940 die gleichgeschaltete Bulgarische Wochenschau gegründet.